# Лимаренко Данило
Дани́ло Лимаре́нко (2 січня 1895 — †14 серпня 1968) — сотник Армії УНР (підполковник в еміграції).

## Життєпис
Народився в селі Карлівка Херсонської губернії. Закінчив Одеське військове училище (1916 рік), служив у 4-му Фінляндському стрілецькому полку.
У 1919 році — комендант штабу Запорізької групи Дієвої армії УНР. У 1920 році перебував у партизанському загоні Гулого-Гуленка, що діяв і на території сучасної Херсонської області.
Під час Першого Зимового походу у складі загону приєднався до Дієвої армії УНР, був командиром 6-го куреня Низових Запорожців 1-ї Запорізької дивізії Армії УНР.
З 1950 року жив на еміграції у США. Помер у Філадельфії, похований у Баунд-Бруці.
Нагороджений Хрестом Симона Петлюри, Воєнним хрестом та посмертно військовою відзнакою «Хрест Відродження» в пам'ять 60-ліття армії УНР.

## Вшанування пам'яті
У місті Нова Одеса є вулиця Данила Лимаренка.